# Анальне відбілювання

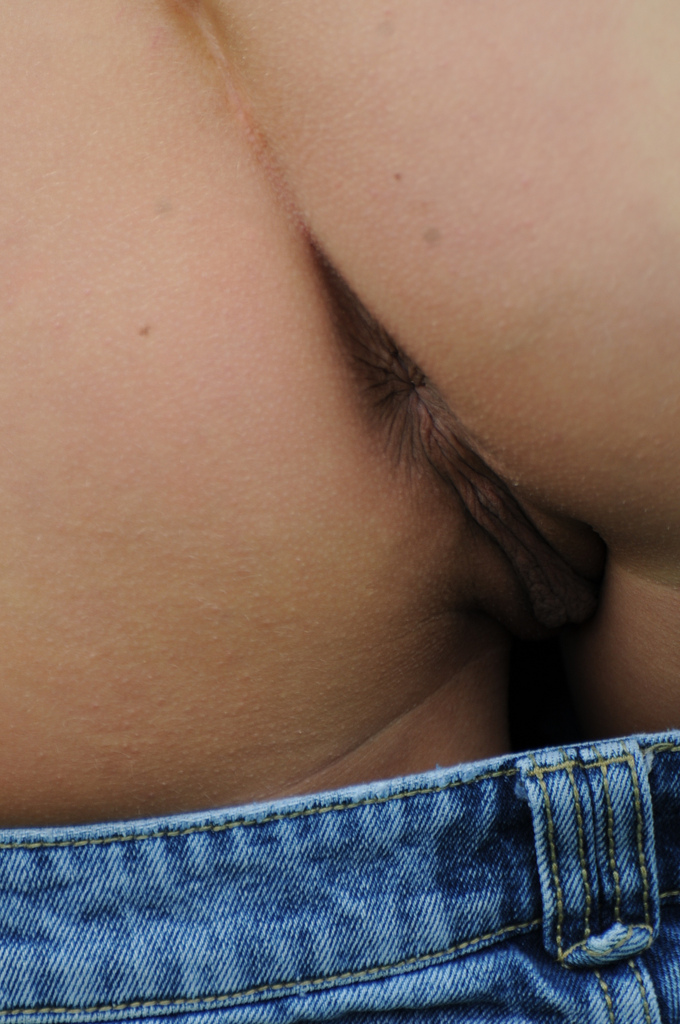
Анальний отвір жінки перед відбілюванням

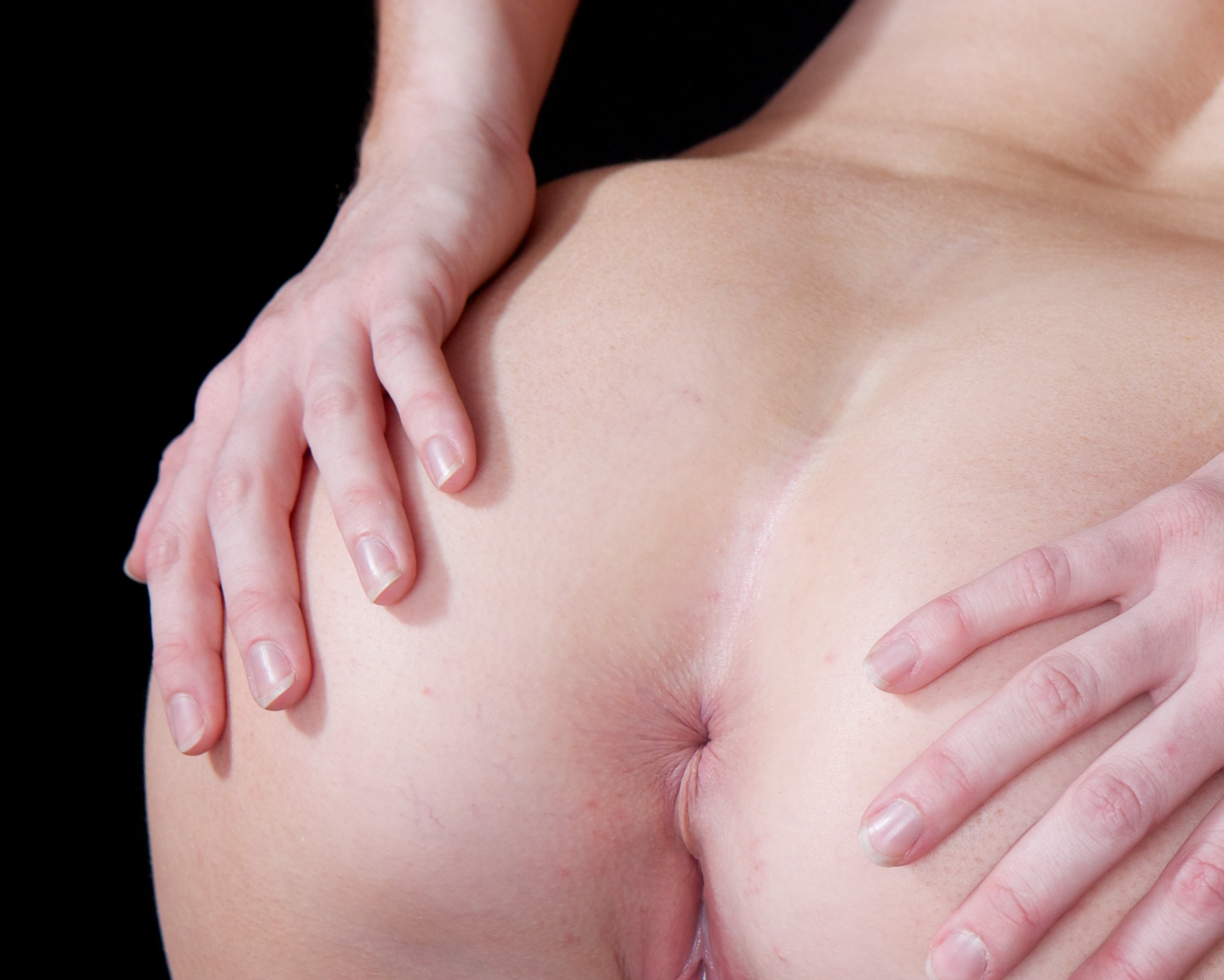
Демонстрація результату відбілювання ануса

Анальне відбілювання — практика освітлення пігментації шкіри навколо ануса. Використовується в косметичних цілях, щоб тон кольору шкіри навколо ануса не виділявся від найближчих ділянок тіла. Також анальне відбілювання часто використовується в порнографічній індустрії для поліпшення зовнішнього вигляду ділянки ануса.

## Ризики для здоров'я
Використовувана косметика може містити інгредієнти, здатні стати причиною подразнення чутливої шкіри навколо ануса, що приводить до тимчасового дискомфорту, печіння і навіть нетримання калу.
Відбілювання ануса може бути виконано з використанням кремів, що містять гідрохінон, який використовується для освітлення шкіри і зазвичай включений в продукти, що позиціонуються як відповідні для темношкірих людей для вирівнювання тону кольору шкіри.
Гідрохінон заборонений в деяких країнах, зокрема в країнах Європейського союзу.
2006 року Управління з санітарного нагляду за якістю харчових продуктів і медикаментів США відмовилося від ранніх тверджень про безпеку гідрохінону через виявлений зв'язок з охронозом — синдромом, при якому шкіра назавжди стає безбарвною і знівеченою, а також з огляду на припущення про канцерогенність гідрохінону. Одначе використання гідрохінону не заборонено в США й досі.
Іншими інгредієнтами для освітлення шкіри є арбутин і коєва кислота. Арбутин може бути перетворений організмом в гідрохінон. Коєва кислота була розроблена як більш безпечна альтернатива гідрохінону, проте вона менш ефективна для відбілювання шкіри.